# REO Vilnius
REO Wilno (lit. Vilniaus futbolo klubas REO) – litewski klub piłkarski z siedzibą w Wilnie, działający w latach 2005–2012.

## Historia
Klub został założony w 2005 roku jako Policija Wilno. W 2012 roku klub brał udział w najwyższej klasie rozgrywkowej na Litwie A lyga i był to ich debiut w lidze. Drużyna 21 sierpnia 2012 wycofała się z rozgrywek A Lygy.
Chronologia nazw:
- 2005–2008: Policija
- 2008–2011: REO LK
- 2011: Vilnius FK
- 2012: REO